# Йомі
Йомі (яп. 黄泉 / 夜見 / 黄泉の国 / 夜見の国 Йомі, Йомі но куні) — в японській міфології підземне царство, країна померлих. 
В цілому, торкання Йомі, вступ в її межі опоганює та потребує особливого очищення. Один з головних богів синтоїзму Ідзанаґі, який спускався до царства померлих, задля того що повернути свою дружину, втім, зміг повернутися звідти живим, але навіть за ним, верховним богом, гналися демони, фурії та боги грому, так, що йому довелося використати усю свою магію, меч, магічні предмети та три персики, що урятуватися. Свою дружину Ідзанамі він так і не повернув (вона встигла скуштувати «страви з вогнища померлих», а це значить залишитися в Йомі навіки в будь-якому випадку і для будь-кого), в результаті йому довелося з нею розлучитись. Цікаво, що в описах Йомі та міфах, де вона фігурує, виразно прослідковуються прямі паралелі з міфами Давньої Греції.
Схоже що цей міфічний край померлих географічно співіснує із цим світом і не слід розглядати це як рай, як якесь явище що приносить спокій і до нього прагнуть, і не може асоціюватися із пеклом де душа померлого відбуває покарання за минулі гріхи, скоріше померлі продовжують існувати в якійсь туманній вічності, не залежно від їх попереднього життя. Багато дослідників вважають, що термін Йомі з'явився із асоціацією з старовинними японськими гробницями, в яких літа померлих залишали деякий час відкритими.